# Walter Michael Klepper
Walter Michael Klepper sau Walter Mihai Klepper (n. 27 iulie 1929, Lugoj – d. 9 august 2008, Geinsheim am Rhein/Trebur, Landul Hessen, Germania) a fost un compozitor român de etnie germană.

## Biografie

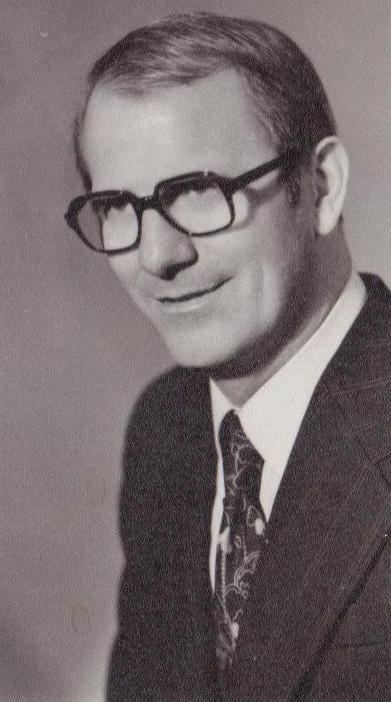
Walter Michael Klepper

Walter Michael Klepper s-a născut în Lugoj ca fiul unui tâmplar. A urmat școala generală germană și gimnaziul din Lugoj, unde s-a remarcat deja pe plan muzical prin faptul că a condus corul școlar. După desființarea școlilor germane la sfârșitul războiului s-a mutat la școala technică de siderurgie din Reșița, pe care a terminat-o ca strungar.
A urmat paralel cu școala tehnică cursurile școlii de muzică din Reșița (vioară, pian și teorie muzicală) și a avut apariții în public ca dirijor de orchestră. După o scurtă perioadă de timp în care a fost tehnician și dirijorul unui cor în Reșița, s-a mutat la București unde a urmat cursuri la conservatorul „Ciprian Porumbescu” (compoziție cu Marțian Negrea). În această perioadă are și primele succese cu Simfonia nr.1 și o sonată pentru pian. În perioada după studii devine director artistic al orchestrei de film din București.
Din 1960 este membru în Uniunea Compozitorilor din România. În perioada 1962-1972 a activat ca compozitor liber profesionist, profesor de pian și șef al unei orchestre de cameră. A fost docent pentru formă muzicală și orchestrație la conservatorul din București unde a condus în perioada 1968-1970 și studioul de muzică al conservatorului. În 1970 s-a mutat la Brașov unde a fost timp de doi ani docent la Facultatea de Muzică a Universității din Brașov. A fost mai apoi pentru un scurt timp director artistic la Opera de Stat din București în timpul când aceasta era condusă de scriitorul Mircea Horia Simionescu.
În 1983 a emigrat în Republica Federală Germania unde lucrat ca dirijor de cor în diferite localități din zona Rhein-Main. A continuat activitatea de compozitor axată acum mai ales pe muzică corală.
În ultimii ani a fost invitat de către postul de radio din Reșița să prezinte o serie de emisiuni pe teme de muzică cultă, emisiuni care au avut succes de-a lungul mai multori ani. A lucrat și la un manuscris despre această serie de emisiuni care se așteaptă să apară postum sub forma unei cărți.
În 1977 a primit premiul Uniunii Compozitorilor din România pentru Simfonia nr.2.

## Lucrări
- Simfonia nr.1 Op.1, 1958
- cantată pentru solist. cor mixt și orchestră Op.2, 1959
- Impresii din Reșița, triptic simfonic Op.3, 1962
- divertimento pentru coarde și percuție Op.4, 1963
- duosonată pentru violă și flaut Op.5, 1963
- cantată pentru solist, cor mixt și orchestră Op.6, 1964
- trei piese pentru orgă Op.8, 1968
- Remember, cantată de cameră pentru soprană și orchestră de cameră după o poezie de Ana Blandiana Op. 9, 1969
- sonată pentru vioară și pian Op.12, 1973
- Simfonia nr.2 Op.13, 1974
- sonată pentru violoncel și pian Op.16, 1979
- cvintet pentru instrumente de suflat Op.19, 1985
- sonată pentru pian Op.20, 1956 (prelucrată în 1986)

Klepper a mai scris muzică pentru scenă , muzică de film, și un număr mare de lucrări pentru cor.

## Piese publicate
Partituri
- Simfonia nr.1, Editura Muzicală, București, 1965
- Simfonia nr.2, Editura  Muzicală, București, 1978
- Concertino pentru suflători, pian și baterie, Editura Muzicală, București, 1977
- Sonată pentru violă și flaut, Editura Muzicală, București, 1969
- Sonatină pentru vioară și pian, Editura Muzicală, București, 1980

Lucrări
- pentru cor de bărbați, cor de femei, cor mixt, cor de copii ș.a. în editură proprie

## Discografie
- Simfonia nr.1 și „Impresii din Reșița”, triptic simfonic, Electrecord, ST-ECE01502
- „Lob Gott, mein Harfenspiel“,  Anthologie Ostdeutscher Musik (Antologie de muzică germană din est), deutsche harmonia mundi
- "Mein Heimatland", Banaterland, edition-musik-suedost, EMSO 2006

## Radio
Înregistrări radio
- toate piesele compuse până în 1983 în archiva postului Radio București
- Concertino für Bläser, Klavier und Schlagzeug (Concertino pentru suflători, pian și baterie), înregistrat la Bayerischer Rundfunk München, 1999

Emisiuni radio
- Serie de emisiuni "Tainele muzicii clasice", difuzate de Radio Reșița